# Every Woman Dreams
Every Woman Dreams è il quinto album in studio della cantante statunitense Shanice, pubblicato il 21 febbraio 2006.

## Tracce
1. Intro – 1:00
2. Get Up (feat. Tahir Jahi & Sheila E.) – 3:41
3. Every Woman Dreams – 5:40
4. Things in the Movies – 4:02
5. Keep It to Yourself – 3:36
6. Take Care of U – 4:25
7. So Sexy (feat. Karif) – 4:00
8. That's Why I Love You – 3:44
9. Crazy for U – 3:06
10. So Free – 4:23
11. Chocolate – 4:53
12. Loving You – 4:38
13. Forever Like a Rose – 4:25
14. I Can't Imagine – 4:56
15. Joy – 4:26
16. Outro – 1:31